# Swift River (Saco River)
Der Swift River ist ein rechter Nebenfluss des Saco River im US-Bundesstaat New Hampshire.
Der Swift River entspringt im Süden der White Mountains an der Ostseite des Kancamagus Pass. Von dort fließt er in östlicher Richtung über eine Strecke von 41 km nach Conway, wo er in den Saco River mündet. Die New Hampshire Route 112 (Kancamagus Highway) folgt dem gesamten Flusslauf.
Der Swift River entwässert ein Areal von 292 km². Er liegt fast vollständig innerhalb des White Mountains National Forest. Auf seiner Fließstrecke befinden sich mehrere Stromschnellen, darunter Rocky Gorge und Lower Falls. Der Fluss ist über seine gesamte Länge hinweg ohne Dammbauten.

## Gedeckte Brücken
Den Swift River überspannen folgende gedeckte Brücken:
- Albany Bridge, 1858 erbaut[4]
- Swift River Bridge, 1869 erbaut, kurz vor der Mündung in den Saco River bei Conway[5]

## Freizeit
Ein 6 km langer Wildwasserabschnitt vom Schwierigkeitsgrad I–III führt von der Bear Notch Road zur Rocky Gorge.